# Adam Kozák
Adam Kozák (ur. 11 czerwca 1999) – czeski siatkarz, grający na pozycji przyjmującego. Od sezonu 2018/2019 występuje w drużynie VSC Fatra Zlín.

## Sukcesy klubowe
Puchar Czech:
- 2017

Mistrzostwo Czech:
- 2017, 2018